# Бувэ, Климент Линкольн

Климент Линкольн Бувэ

Климент Линкольн Бувэ (Clement Lincoln Bouvé) (27 мая 1878 года — 14 января 1944 года) — третий официальный регистратор авторских прав в США.
Бувэ был первым адвокатом, работающим в бюро регистрации авторских прав США. Его деятельность в бюро ознаменовалась обращением внимания на формальности в законе Соединенных Штатов об авторском праве, формированием Ревизионного Совета, авторского каталога и др.

## Биография
Климент Линкольн Бувэ родился 27 мая 1878 года в городе Хайем (Hingham), на южном побережье американского штата Массачусетс (Massachusetts) в северном графстве Плимут . Образование он получил в Гарвардском колледже и в Гарвардской школе права. До того как стать регистратором, он работал в должности помощника окружного прокурора Соединенных Штатов по Маниле (Филиппины), в Панамской комиссии (Panamanian Commission). Как представитель Соединенных Штатов Америки, работал в специальной комиссии по разбору замечаний в ходе обсуждения разногласий по прохождению границы с Мексикой после покупки США зоны Панамского канала.
Во время Первой Мировой Войны он служил в полевой артиллерии во Франции, потом — в оккупационных частях армии США в Германии. Уволился из армии США в звании подполковника. В 1912 году Бувэ написал «трактат о законах по высылке иностранцев в США» («A Treatise on the Laws Governing the Exclusion and Expulsion of Aliens in the United States»). Это была одна из первых авторитетных юридических работ по этой теме.
Климент Линкольн Бувэ был назначен на должность регистратор авторских прав 1 августа 1936 года. Он председательствовал там во время его переезда в 1939 году с южной стороны первого этажа здания Томаса Джефферсона. в строящееся здание Джона Адамса (John Adams Building).
31 декабря 1943 года Бувэ, будучи тяжело болен, ушел в отставку. Он скончался несколько недель спустя, 14 января 1944 года, был похоронен на Арлингтонском кладбище США.

## Труды
Под его руководством был создан авторский каталог 1938—1945 годов, в котором были собраны все регистрационные записи, представляющие всех авторов, заявителей и названия для всех классов зарегистрированных работ, он также написал 72-страничный документ под названием «письмо Библиотеке Конгресса, касающееся некоторых аспектов авторского права в законе от 4 марта 1909 года, в отношении к общественным интересам и существующим проблемам авторского права» («Letter to the Librarian of Congress concerning Certain Aspects of the Copyright Act of March 4, 1909, in their Relation to the Public Interest and Existing Problems of Copyright Office Administration, with Proposed Amendments.»). Письмо было адресовано администрации США и содержало поправки в закону об авторских правах. Хотя в этой публикации автор не предлагал каких-либо серьезных поправок к закону, в ней автор послужил примером для тех, кому позже удалось добиться пересмотрения закона.